# Dyschirus consobrinus
Dyschirus consobrinus är en skalbaggsart som beskrevs av Leconte 1851. Dyschirus consobrinus ingår i släktet Dyschirus och familjen jordlöpare. Inga underarter finns listade i Catalogue of Life.